# Satralizumab
Satralizumab (Handelsname: Enspryng) ist ein Arzneistoff, der zur Behandlung von Neuromyelitis-optica-Spektrum-Erkrankungen (NMOSD) zugelassen ist. Der humanisierte monoklonaler Antikörper bindet an den Rezeptor von Interleukin-6 und blockiert dadurch die von diesem Zytokin vermittelten Entzündungsprozesse und verlängert damit den Zeitraum zwischen Erkrankungsschüben.

## Pharmakologische Eigenschaften
Der Antikörper Satralizumab ist eine Weiterentwicklung auf Basis der Aminosäuresequenz von Tocilizumab. Die Bindung von Aquaporin-4-Antikörpern an Aquaporin-4-Wasserkanäle auf Astrozyten im zentralen Nervensystem mit nachfolgender Entzündungsreaktion und Schädigung sowohl der Myelinscheiden (Demyelinisation) als auch Axone von Nervenfasern in Gehirn, Rückenmark und Sehnerven ist wesentlicher Pathomechanismus bei der NMOSD. Das proinflammatorische Zytokin IL-6 tritt bei Menschen mit Neuromyelitis-optica-Spektrum-Erkrankungen (NMOSD) während Erkrankungsschüben sowohl im Blutserum als auch im Liquor cerebrospinalis vermehrt auf. Verschiedene entzündungsfördernde Signalkaskaden unter Beteiligung von IL-6 wurden bei NMOSD beschrieben, die u. a. zur vermehrten Produktion von Aquaporin-4-IgG-Antikörpern sowie zur Störung der Blut-Hirn-Schranke führen. Satralizumab bindet an lösliche und membrangebundene Interleukin-6-Rezeptoren und blockiert damit die Bindung von Interleukin-6 (IL-6) und die nachgeschalteten Signalwege. Durch die Therapie mit Satralizumab verlängert sich der Zeitraum zwischen Erkrankungsschüben bei der NMOSD.
Die Bindung an den IL-6-Rezeptor erfolgt in Abhängigkeit vom pH-Wert, was die Halbwertszeit des Antikörpers im Vergleich zu Tocilizumab verlängert.

## Herstellung
Satralizumab wird mittels rekombinanter DNA-Technologie in Ovarialzellen des chinesischen Hamsters (CHO-Zellen) hergestellt. Bei dem Wirkstoff handelt es sich um einen humanisierten monoklonalen IgG2-Antikörper mit einer relativen Molmasse von ca. 143,4 kDa, der aus zwei Leichtketten zu 214 Aminosäuren und zwei Schwerkette zu 443 Aminosäuren besteht. Das Molekül weist an der schweren Kette je eine Glykosylierungsstelle auf.

## Klinische Angaben

### Anwendung
Satralizumab wird subkutan injiziert. Die Therapie beginnt mit einer Aufdosierungsphase mit den ersten drei Injektion in Abständen von je zwei Wochen, weitere Injektionen erfolgen dann im Abstand von vier Wochen. Die Behandlung erfolgt häufig in ausgewiesenen Zentren der Neuromyelitis optica Studiengruppe, Federführung hat die Universität Düsseldorf.

### Nebenwirkungen
Häufige Nebenwirkungen (d. h. mehr als einer von zehn Behandelten ist betroffen) von Satralizumab sind Kopfschmerzen, Gelenkschmerzen (Arthralgie), Hyperlipidämie, Reaktionen an der Einstichstelle und Leukopenie.

## Zulassung
Der Antikörper wurde von Chugai Pharmaceutical, einem Tochterunternehmen von Hoffmann-La Roche, entwickelt und im Juni 2020 in Kanada, im Juli 2020 in der Schweiz und im August 2020 von der Food and Drug Administration (FDA) in den USA zugelassen. Die Zulassung in der Europäischen Union folgte im Juni 2021. Der Wirkstoff hatte bereits seit 2016 einen Orphan-Drug-Status inne. Die Zulassung in der EU erfolgt zur Behandlung von Neuromyelitis-optica-Spektrum-Erkrankungen (NMOSD) bei Patienten ab dem 12. Lebensjahr mit nachgewiesenen Aquaporin-4-Antikörpern (AQP4).